# فاجعه نبیرو
فاجعهٔ نیبیرو به فرضیهٔ برخورد زمین و شیء سیاره‌ای (یک برخورد یا یک near-miss) اشاره دارد. گروه‌های خاصی بر این باورند که در اوایل قرن ۲۱ واقع خواهد شد. کسانی که به این واقعهٔ آخرالزمانی باور دارند، معمولاً از این شیء به عنوان نیبیرو یا سیارهٔ X  یاد می‌کنند. این ایده برای نخستین‌بار در سال ۱۹۹۵ توسط نانسی لییدر بنیانگذار وبگاه زتاتاک (ZetaTalk) مطرح شد. لییدر توصیف خودش را به عنوان یک تماس گیرنده با قابلیت دریافت پیام از موجودات فرازمینی از سیستم ستارهٔ زتا تور مشخص کرده که از طریق یک ایمپلنت در مغز او انجام می‌گیرد. او می‌گوید که او برای هشدار دادن به انسان‌ها انتخاب شده‌است.

## تاریخچه

### نانسی لییدر و زتاتاک

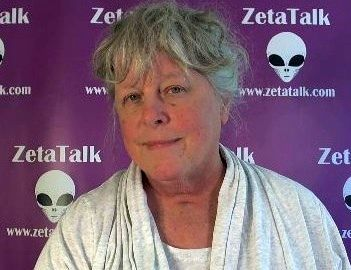
نانسی لییدر در ژوئن ۲۰۱۳ م.

ایدهٔ برخورد نیبیرو با زمین توسط نانسی لییدر مطرح شد. او زنی از اهالی ویسکانسین است که ادعا می‌کند که با موجودات خاکستری فرازمینی به نام زتاز در تماس بوده‌است که آن‌ها یک دستگاه ارتباطات در مغز او کاشته‌اند. در سال ۱۹۹۵ او با تأسیس وبگاه زتاتاک به انتشار ایده‌های خود پرداخت.